# Gazi Ershad Ali
Gazi Ershad Ali (en bengalí: গাজী এরশাদ আলী) es un político del Partido Nacionalista de Bangladés y exmiembro del parlamento de Jessore-7.

## Carrera
Fue elegido para el parlamento de Jessore-7 como candidato del Partido Nacionalista de Bangladés en 1979.

## Muerte
Ali murió el 23 de febrero de 2007.